# Pârâul cu Scoc
Pârâul cu Scoc este curs de apă afluent al râului Patacu. 

## Hărți
- Harta Siriu - Trasee Montane
- Harta Munții Buzăului [nefuncțională – arhivă]